# Supermodel
«Supermodel» (с англ. — «Супермодель») — песня итальянской рок-группы Måneskin, выпущенная 13 мая 2022 года на лейблах Epic Records и Sony Music. Она была написана участниками группы Måneskin Дамиано Давидом, Викторией Де Анджелис, Томасом Раджи и Итаном Торкио, а также Джастином Трантером и продюсерами Максом Мартином, Рами Якубом и Сильвестром Сивертсеном. Это калифорнийский поп-рок-трек с гранжевым вступлением. Вдохновленные пребыванием в Лос-Анджелесе, группа создала вымышленного персонажа Супермодель. Песня рассказывает о её жизни — чем она зарабатывает на неё, как её проводит и что она никого не полюбила бы в ответ. Сингл был встречен в основном положительными отзывами.

## Предыстория и разработка

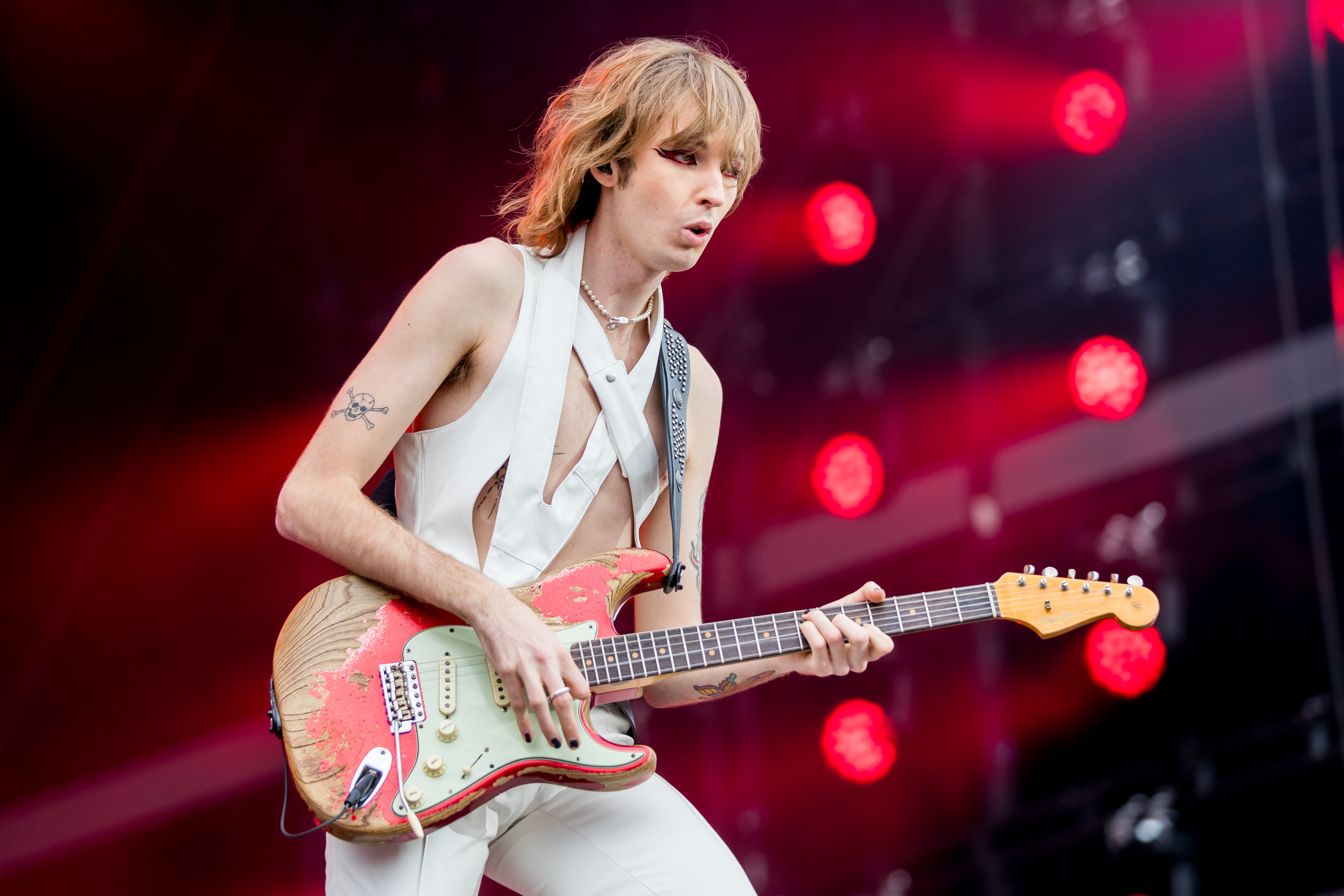
Гитарист Måneskin Томас Раджи рассказал, что при создании песни группа вдохновлялась «калифорнийской атмосферой», которую отметили и музыкальные критики

После победы Måneskin на «Евровидении-2021» с песней «Zitti e buoni», группа завоевала мировую известность. В феврале 2022 года её участники переехали в Лос-Анджелес для записи своего третьего студийного альбома. Песню «Supermodel» Måneskin написали после нескольких месяцев пребывания там. Порой, по словам участников, они удивлялись тем, «как сильно люди заботятся об идее „знаменитости“ и статусе, зацикливаясь на своей внешности и связях». Это заставило участников задуматься, так ли эти люди счастливы на самом деле. «Для нас было совершенно автоматически написать песню об этом. Это в основном то, что мы делаем. Мы видим вещи, которые нас интересуют, и пишем об этом песни» — рассказал фронтмен группы Дамиано Давид. При написании песни участники придумали её героиню — Супермодель.
«Supermodel» была написана участниками группы Måneskin, Джастином Трантером и продюсерами Максом Мартином, Рами Якубом и Сильвестром Сивертсеном. Måneskin впервые встретились с Мартином после выступления в Лос-Анджелесе в ноябре 2021 года и решили поработать с ним. В интервью Billboard Давид описал опыт работы с Мартином как «классный», и сказал, что он и его команда «никогда не пытались заставить нас делать то, чего мы не хотели делать, [вместо этого] он в основном хотел понять, как мы работаем, и как мы привыкли создавать музыку, и что делает нас довольными ею». Песня описывает жизнь своего главной героини, а также критикует людей, которых группа встретила в Лос-Анджелесе. Фронтмен группы признался в интервью «Би-би-си», что «Supermodel» не является одной из их «глубоких» песен, а «хорошим развлечением». Гитарист группы Томас Рагги в интервью Variety сказал, что черпал вдохновение из «калифорнийской атмосферы».

## Музыка и текст
«Supermodel» — поп-рок песня. Музыкальные критики отметили, что трек имеет калифорнийское звучание. Доминика Павловска из Eska Rock сравнила его со звучанием группы Red Hot Chili Peppers. По мнению Габриэле Антонуччи из Panorama, «Supermodel» начинается с гранж-риффа из девяностых, напоминающего песню «Smells Like Teen Spirit». Дамиано начинает петь со «страстным» вокалом, который сопровождают быстрый ритм и «трёхмерный» бас Виктории Де Анджелис. Также Габриэле Антонуччи назвала припев «адреналиновым». Бриа Макнил из Nylon назвал трек «запоминающимся». Пабло Тосино из Jenesaispop отметил, что «звучание гитары из 2000-х» напоминает группу Maroon 5.
Текст песни «Supermodel» сосредоточен на персонаже Супермодели. Она — «супермодель из 90-х», девушка с религиозным прошлым, от которого она отказалась, чтобы вести более раскрепощённый образ жизни. У неё появился новый друг ― «дрэг-квин по имени Дева Мария». В пред-припеве певец предупреждает, что она «никогда не будет любить тебя больше, чем деньги и сигареты». В Дамиано поёт: «Эй, не думай об этом, эй, просто отпусти это / Потому что её парень ― это рок-н-ролл / Наслаждайся каждым моментом, пока ей не придётся уйти». Во втором куплете говорится о темной стороне жизни «супермодели»; о том, что она работает «круглосуточно» и зарабатывает деньги через OnlyFans.

## Отзывы
Жюльен Гонсалвес из Pure Charts назвал песню «зажигательной», в то время как Эмили Картер из Kerrang! описала её как «блестящую». Сэм Мур в статье для NME, назвал трек «бодрым». В статье, опубликованной в Gazzetta del Sud, было высказано мнение, что «Supermodel», с типично калифорнийским звучанием и заразительным современным рок-грувом, является новым, экстраординарным доказательством взросления группы в процессе неудержимой эволюции, которая продолжает время от времени определять свою собственую неподражаемую идентичность рок-н-ролла". На аналогичной ноте автор из HuffPost высказал мнение, что «с классическим и в то же время абсолютно современным звучанием Måneskin вернули рок-н-ролл на вершину международных чартов». Дорис Дага из Vogue Scandinavia написала, что это «идеальный трек для начала вечеринки». В статье Elle название песни было названо «недвусмысленным». Jenesaispop опубликовал смешанную рецензию на «Supermodel», в которой Пабло Тосино похвалил её «прямолинейную лирику» и харизму Давида, а также то, как его «наводящая на размышления интонация сочетается со всегда надёжным Максом Мартином». Однако Джорди Бардаи в той же рецензии раскритиковал текст, которые он счёл «шаблонными» и устаревшим, полагая, что продюсирование Макса Мартина размывает индивидуальность группы, добавив, что «„Supermodel“ — далеко не та песня, которую публика хочет услышать от Måneskin».

## Выпуск
Måneskin объявили о выпуске «Supermodel» 4 мая 2022 года в социальных сетях. На следующий день они опубликовали видео, содержавшим фрагмент песни и закадровую съёмку музыкального клипа, с подписью «Хотите вечеринку?». В последующие дни группа продолжала выпускать тизеры сингла различными фотографиями и видео в Instagram. В одном из клипов был показан первый куплет песни с кадрами, на которых Давид ест фрукты и пьёт шампанское в ванне. «Supermodel» была выпущена для цифрового скачивания и стриминга 13 мая через Epic Records и Sony Music, а также была отправлена в итальянскую радиоротацию. 17 мая Arista Records отправил сингл на альтернативные радиостанции США. В коммерческом плане «Supermodel» заняла 11-ю строчку в Италии и была сертифицирована платиной Итальянской федерацией звукозаписывающей индустрии за продажу более 100 тысяч копий.

## Музыкальное видео

### Предыстория и вдохновение
После выхода «Supermodel» Måneskin объявили, что музыкальное видео на песню будет опубликовано через несколько недель. В социальных сетях стали выходить тизеры к нему. Видео было снято в Лондоне на 16-миллиметровую плёнку. В видео, снятом режиссёрами Bedroom Projects и Беном Чаппеллом, главную героиню Супермодели играет датская фотомодель Нина Маркер. Группа отдаёт дань уважения своим любимым фильмам 1990-х годов, а также изображает персонажа песни в клипе. Они также сказали, что «тесно сотрудничали с режиссёрами и Беном [Чаппеллом], чтобы воссоздать кадры и последовательности из наших любимых фильмов 90-х», признав, что им было весело во время съёмок и они «разыгрывали забавные сцены, которые напомнили нам о детективном фильме категории „Б“». Чаппелл прокомментировал, что идея клипа возникла после «недели сидения у бассейна в Лос-Анджелесе, когда группа листала журналы Vogue 90-х и говорила о любимых фильмах 90-х», добавив, что они попытались «вставить в видео как можно больше небольших отсылок». Bedroom Projects указали, что основными источниками вдохновения для видео были: «Беги, Лола, беги» (1998), «Бешеные псы» (1992), «Хичкок» (2012), в то время как идея «Макгаффина из таинственного кошелька» напоминала о «Марни» (1964) и «Криминальном чтиве» (1994). Они также отметили, что Голливуд 1950-х годов также давал вдохновение. Во время видеосъемок Давид повредил лодыжку. Музыкальное видео было загружено на YouTube-канал группы 31 мая 2022 года.

### Синопсис и отзывы
Музыкальное видео демонстрирует вечеринки, стилизованные под 1990-е годы. Главная героиня, Супермодель, убегает с первой вечеринки от участников Måneskin, поскольку она украла у Де Анджелис сумочку со сверкающим содержимым. Участники группы пытаются поймать её и вернуть сумочку. Уилл Лавин из NME прокомментировал, что визуальный ряд «кинематографичен», добавив, что «он отражает яростное настроение песни и игривый текст, когда разворачивается серия катастрофических событий». Автор статьи для Pure Charts Тео Бертло сравнил видео с фильмом Стэнли Кубрика 1999 года «С широко закрытыми глазами».

## Треклист
| №  | Название     | Длительность |
| -- | ------------ | ------------ |
| 1. | «Supermodel» | 2:28         |

| №  | Название         | Длительность |
| -- | ---------------- | ------------ |
| 1. | «Supermodel»     | 2:28         |
| 2. | «Beggin'» (Live) | 3:27         |

## Чарты
| Чарт (2022)                                 | Высшая позиция |
| ------------------------------------------- | -------------- |
| Австрия (Ö3 Austria Top 40)                 | 24             |
| Бельгия/Фландрия (Ultratop 50)              | 4              |
| Бельгия/Валлония (Ultratop 50)              | 21             |
| Bulgaria (PROPHON)                          | 4              |
| Canada (Canadian Hot 100)                   | 100            |
| Croatia (HRT)                               | 4              |
| Чехия (Rádio — Top 100)                     | 5              |
| Чехия (Singles Digitál Top 100)             | 19             |
| Финляндия (Suomen virallinen lista)         | 9              |
| France (SNEP)                               | 48             |
| Германия (GfK)                              | 49             |
| Global 200 (Billboard)                      | 114            |
| Greece International (IFPI)                 | 2              |
| Венгрия (Single Top 40)                     | 14             |
| Венгрия (Stream Top 40)                     | 20             |
| Ирландия (IRMA)                             | 41             |
| Israel (Media Forest)                       | 3              |
| Italy (FIMI)                                | 11             |
| Japan Hot Overseas (Billboard Japan)        | 7              |
| Latvia (EHR)                                | 21             |
| Lithuania (AGATA)                           | 3              |
| Нидерланды (Dutch Top 40)                   | 15             |
| Нидерланды (Single Top 100)                 | 29             |
| New Zealand Hot Singles (RMNZ)              | 27             |
| Польша (Polish Airplay Top 100)             | 4              |
| Португалия (AFP)                            | 132            |
| Россия (TopHit)                             | 3              |
| Словакия (Rádio — Top 100)                  | 28             |
| Slovakia (Singles Digitál Top 100)          | 32             |
| Sweden (Sverigetopplistan)                  | 23             |
| Швейцария (Schweizer Hitparade)             | 18             |
| Великобритания (OCC UK Singles)             | 43             |
| US Hot Rock & Alternative Songs (Billboard) | 13             |
| US Mainstream Top 40 (Billboard)            | 34             |

| Чарт (2022)             | Высшая позиция |
| ----------------------- | -------------- |
| Russia Airplay (TopHit) | 3              |

| Чарт (2022)                                 | Позиция |
| ------------------------------------------- | ------- |
| Austria (Ö3 Austria Top 40)                 | 71      |
| Belgium (Ultratop 50 Flanders)              | 37      |
| Belgium (Ultratop 50 Wallonia)              | 86      |
| Italy (FIMI)                                | 57      |
| Netherlands (Dutch Top 40)                  | 85      |
| Russia Airplay (TopHit)                     | 30      |
| US Hot Rock & Alternative Songs (Billboard) | 37      |

## Сертификации
| Регион | Сертификация  | Продажи   |
| --- | ------------- | --------- |
| Австрия (IFPI Austria) | Платиновый    | 30 000    |
| Бразилия (ABPD) | Платиновый    | 40 000    |
| Канада (Music Canada) | Золотой       | 40 000    |
| Франция (SNEP) | Платиновый    | 200 000   |
| Венгрия (Mahasz) | Платиновый    | 4000      |
| Италия (FIMI) | 2× Платиновый | 200 000   |
| Польша (ZPAV) | Платиновый    | 50 000    |
| Испания (PROMUSICAE) | Золотой       | 30 000    |
| Швейцария (IFPI Switzerland) | Золотой       | 10 000    |
| Стриминг |               |           |
| Греция (IFPI Greece) | Золотой       | 1 000 000 |
| Швеция (GLF) | Золотой       | 4 000 000 |
| Данные о продажах + прослушиваниях приведены только на основе сертификации. · Данные только о прослушиваниях приведены на основе сертификации. |               |           |